# Marc Weber (Eishockeyspieler)
Marc Weber (* 5. Juli 1973 in Biel/Bienne) ist ein ehemaliger Schweizer Eishockeyspieler, der während seiner aktiven Laufbahn für den EHC Biel, SC Rapperswil-Jona und SC Bern in der Nationalliga A gespielt hat.

## Karriere
Marc Weber begann seine Karriere als Eishockeyspieler in der Jugend des EHC Biel, für dessen Profimannschaft er in der Saison 1990/91 sein Debüt in der Nationalliga A gab. Im Verlauf der folgenden Spielzeit etablierte sich der Angreifer im NLA-Kader der Seeländer und erzielte in 36 Begegnungen der Qualifikation insgesamt 16 Scorerpunkte. In der Frühphase der Saison 1994/95 kam es zur fristlosen Entlassung beim EHC Biel; Marc Weber soll behauptet haben, es sei für den Club angesichts der finanziellen Situation wohl besser, in die Nationalliga B abzusteigen. Daraufhin nahm ihn der Ligakonkurrent SC Rapperswil-Jona unter Vertrag, bei dem er sich nach einigen anfänglichen Schwierigkeiten erneut als Stammkraft etablierte. Das Spieljahr 1996/97 stellte mit 37 verbuchten Punkten in der Qualifikation das statistisch erfolgreichste in Webers Karriere dar. Zur Saison 1998/99 folgte ein Engagement beim SC Bern.
Mit dem Stadtberner Club erreichte der Linksschütze in der Saison 2003/04 mit dem Gewinn der Schweizer Meisterschaft den grössten Erfolg seiner Laufbahn. Weber war entscheidend an diesem Triumph beteiligt, da der Bieler in der Finalissima gegen den HC Lugano am 10. April 2004 in der Resega zwei Tore für die Stadtberner erzielte. Zunächst erwischte Weber im zweiten Drittel den Lugano-Goalie Ronnie Rüeger mit einem Schuss von hinter der Grundlinie zum 2:2-Ausgleich. In der Overtime verwertete er anschliessend ein Zuspiel von Dominic Meier zum titelbringenden 4:3 für den SC Bern. Nach dem Meisterschaftsgewinn mit dem SC Bern verliess Weber den Club und absolvierte noch zwei Saisons im Dress des SC Rapperswil-Jona, ehe der Offensivakteur seine Karriere beendete.

### International
Für die Schweiz nahm Weber an der U18-B-Junioren-Europameisterschaft 1991 und Junioren-Weltmeisterschaft 1992 teil. Während bei der U18-B-Junioren-Europameisterschaft 1991 der Aufstieg in die A-Gruppe gelang, folgte ein Jahr später mit der Schweizer Auswahl an der Junioren-Weltmeisterschaft 1992 ein Abstieg in die zweithöchste Leistungsklasse. Bei beiden Turnieren verbuchte Weber gesamthaft neun Punkte in zwölf Partien.

## Erfolge und Auszeichnungen
- 2004 Schweizer Meister mit dem SC Bern